# Royal Canadian Air Force
Royal Canadian Air Force (RCAF) er Canadas luftvåben. Canadas luftvåben blev oprettet under navnet Canadian Air Force i 1920. I 1924 blev det ved kongelig resolution til Royal Canadian Air Force indtil 1968, hvor landets tre værn blev slået sammen til enhedsværnet Canadian Armed Forces/Forces armées canadiennes. Canadas flystyrker blev dengang samlet i "AIRCOM" (Canadian Forces Air Command/Commandement aérien du Canada), indtil 2011 hvor "AIRCOM" blev til "Royal Canadian Air Force" igen.

## Anden Verdenskrig
Mange flyvere fra RCAF deltog i luftkrigen over det tyskbesatte Europa og en del af dem ligger begravet i Danmark i Commonwealth war graves rundt om i landet.